# Seznam kulturních památek v Člunku
Tento seznam nemovitých kulturních památek v obci Člunek v okrese Jindřichův Hradec vychází z  Ústředního seznamu kulturních památek ČR, který na základě zákona č. 20/1987 Sb., o státní památkové péči, vede Národní památkový ústav jako ústřední organizace státní památkové péče. Údaje jsou průběžně upřesňovány, přesto mohou obsahovat i řadu věcných a formálních chyb a nepřesností či být neaktuální. 
Pokud byly některé části dotčeného území vyčleněny do samostatných seznamů, měly by být odkazy na tyto dílčí seznamy uvedeny v úvodu tohoto seznamu nebo v úvodu příslušné sekce seznamu.

## Člunek
|  |  | Hledat fotografie a kategorie ve Wikimedia Commons podle rejstříkového čísla památky | Nahrát snímek k tomuto tématu do úložiště Wikimedia Commons |  |

|  |  | Hledat fotografie a kategorie ve Wikimedia Commons podle rejstříkového čísla památky | Nahrát snímek k tomuto tématu do úložiště Wikimedia Commons |  |

|  | Kategorie „Church of Saint John of Nepomuk (Člunek) “ na Wikimedia Commons | Hledat fotografie a kategorie ve Wikimedia Commons podle rejstříkového čísla památky | Nahrát snímek k tomuto tématu do úložiště Wikimedia Commons |  |

|  |  | Hledat fotografie a kategorie ve Wikimedia Commons podle rejstříkového čísla památky | Nahrát snímek k tomuto tématu do úložiště Wikimedia Commons |  |

|  |  | Hledat fotografie a kategorie ve Wikimedia Commons podle rejstříkového čísla památky | Nahrát snímek k tomuto tématu do úložiště Wikimedia Commons |  |

## Kunějov
| Památka                     | Fotografie        | Rejstříkové číslo v ÚSKP                                                             | Sídelní útvar                                               | Poloha                                          | Popis a poznámky |
| --------------------------- | ----------------- | ------------------------------------------------------------------------------------ | ----------------------------------------------------------- | ----------------------------------------------- | --- |
| Usedlost čp. 33 (Q33524638) | \| \| \| \| \| \| | 44144/3-6011 Pam. katalog MIS                                                        | Kunějov                                                     | Kunějov 33 49°5′16,05″ s. š., 15°7′26,67″ v. d. | Areál usedlosti čp. 33 je trojstranně uzavřený, převážně zděný dvorec, jehož nejhodnotnější součástí je zděné obytné stavení ze 40. let 19. století se zakomponovaným starším pozůstatkem polodymné jizby, který se v Čechách dochoval jen ojediněle. Památkově chráněno od 26. listopadu 1990. |
|                             |                   | Hledat fotografie a kategorie ve Wikimedia Commons podle rejstříkového čísla památky | Nahrát snímek k tomuto tématu do úložiště Wikimedia Commons |                                                 | |

## Lomy
| Památka                                     | Fotografie                                                       | Rejstříkové číslo v ÚSKP                                                             | Sídelní útvar                                               | Poloha                                             | Popis a poznámky |
| ------------------------------------------- | ---------------------------------------------------------------- | ------------------------------------------------------------------------------------ | ----------------------------------------------------------- | -------------------------------------------------- | --- |
| Kaple svatého Floriána s křížem (Q37469279) | \| \| \| \| \| \|                                                | 35098/3-2009 Pam. katalog MIS                                                        | Lomy                                                        | náves, st. 79 49°6′43,34″ s. š., 15°9′30,33″ v. d. | Návesní kaple sv. Floriána s křížem. Zděná omítaná kaple s čtyřbokým presbytářem a západní hranolovou vížkou stojí na návsi v Lomech u Kunžaku. Empirová architektura z roku 1830. Kříž v Památkovém katalogu zmíněn v názvu památky, ale nepopsán. · Památkově chráněno od roku 1963. |
|                                             | Kategorie „Chapel of Saint Florian (Lomy) “ na Wikimedia Commons | Hledat fotografie a kategorie ve Wikimedia Commons podle rejstříkového čísla památky | Nahrát snímek k tomuto tématu do úložiště Wikimedia Commons |                                                    | |